# Frédéric Calenge
 (mars 2025).
Frédéric Calenge, né le 21 décembre 1978, est un journaliste sportif français qui officie actuellement pour le groupe TF1.

## Carrière

### Débuts (1999-2001)
Après ses études à l'École supérieure de journalisme de Paris, il devient stagiaire et pigiste à Info Sport en 1999[réf. nécessaire].
En 2000, il devient stagiaire au journal Libération[réf. nécessaire].

### TF1 (depuis 2001)
En 2001, il arrive à TF1 et devient stagiaire puis pigiste à l'émission Téléfoot[réf. nécessaire].
En 2004, en continuant son travail sur TF1, il redevient pigiste pour Info Sport mais il arrête quelques mois après[réf. nécessaire].
En 2005, il devient pigiste permanent pour Téléfoot. De 2008 à 2011, il anime la chronique Zapping de Téléfoot[réf. nécessaire].
De 2010 à 2022, il est au bord du terrain pour interviewer les acteurs des matchs de la Ligue des champions et de l'équipe de France.
Durant la Coupe du monde de football 2018, il présente Téléfoot, depuis la Russie, en présence de joueurs et de membres du staff de l’équipe de France.
À l'été 2019, il commente sur les antennes du groupe TF1 ses premiers matchs de football. D'abord sur TFX en juin 2019 où il commente deux rencontres de la phase finale de la Ligue des nations avec Youri Djorkaeff puis en juillet 2019 sur TMC où il commente la finale de la Coupe d'Afrique des nations avec Brahim Thiam.
En 2019, il présente la phase finale de la Coupe Davis sur TMC aux côtés d'Arnaud Clément.
Quelques semaines avant la Coupe du monde de football 2022, il devient responsable de la rédaction des sports et des évènements du Groupe TF1. Il est remplacé par Saber Desfarges dans le rôle de journaliste bord-terrain.

## Divers
Il est trésorier, président et entraîneur-joueur du club de football du FC Picasso à Paris[réf. nécessaire].
Il est passionné de football, de tennis, de poker et de cinéma[réf. nécessaire].